# No Trespassing (film, 1922)

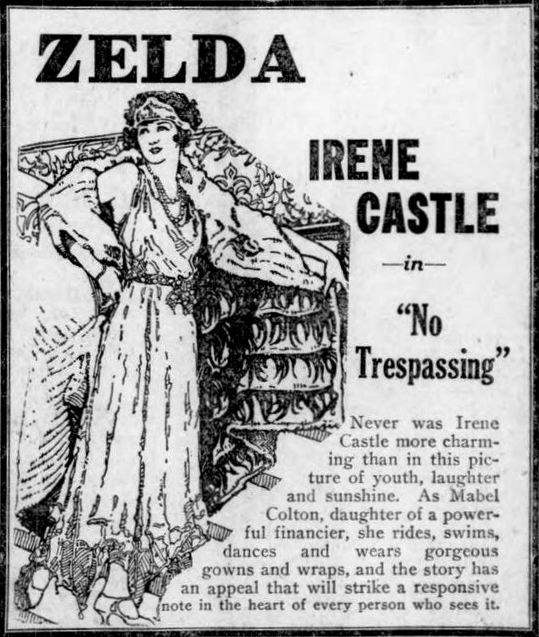
Annonce pour le film dans le Duluth Herald.

Pour l’article homonyme, voir No Trespassing.
No Trespassing est un film américain réalisé par Edwin L. Hollywood et sorti en 1922.

## Fiche technique
- Réalisation : Edwin L. Hollywood

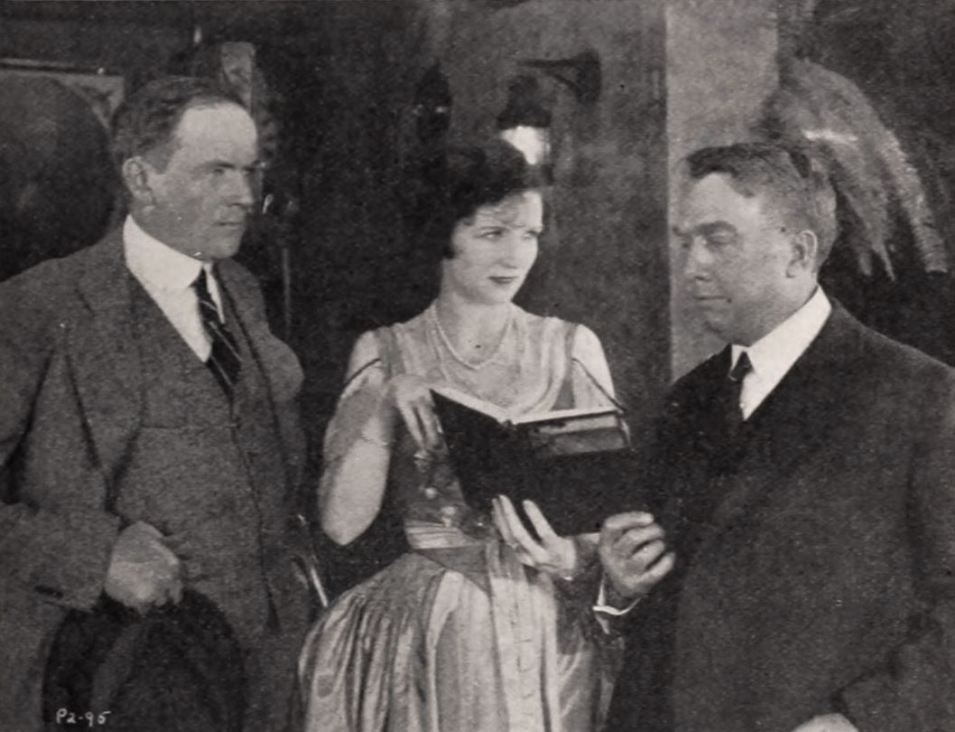
Le réalisateur Edwin L. Hollywood, Irene Castle, et l'auteur Joseph C. Lincoln.

- Scénario : Howard Irving Young d'après The Rise of Roscoe Paine de Joseph C. Lincoln[1].
- Production : Holtre Productions
- Photographie : Robert A. Stuart
- Distributeur : W. W. Hodkinson Corporation
- Durée : 7 bobines[2]
- Date de sortie :
  - États-Unis : 11 juin 1922

## Distribution
- Irene Castle : Mabel Colton
- Howard Truesdale : James Colton
- Emily Fitzroy : Mrs. James Colton
- Ward Crane : Roscoe Paine
- Eleanor Barry : Mrs. Paine
- Blanche Frederici : Dorinda
- Charles Eldridge : Lute
- Leslie Stowe : Captain Dean
- Betty Bouton : Nellie Dean
- Alan Roscoe : Victor Carver
- Harry Fisher : Simeon Eldridge
- George Pauncefort : George Davis

## Statut du film
Aucune copie du film n'est conservée dans les archives de la Bibliothèque du Congrès.